# 拜倫·霍華德
拜倫·霍華德（英語：Byron Howard，1968年12月26日—）是一位美國動畫導演，同時也曾為華特迪士尼動畫工作室擔任編劇、監製、動畫師及配音員等。他參與執導的作品包括《雷霆戰狗》、《魔髮奇緣》和《動物方城市》等迪士尼經典動畫長片，且曾擔任電影《星際寶貝》和《熊的傳說》的動畫監督。他曾於2010年因《魔髮奇緣》一作被提名金球獎。

## 早年生活及教育
霍華德出生於日本青森縣的三澤市，並在美國華盛頓州的伊瑟闊長大。他大學就讀的則是位於華盛頓州奧林匹亞的長青州立學院。

## 職業
霍華德於1994年開始了他在迪士尼的工作，初期在《風中奇緣》、《花木蘭》、《星際寶貝》及《熊的傳說》等電影中擔任動畫師。他在2003年因《熊的傳說》被提名了一項安妮獎的最佳動畫角色獎。
霍華德所參與執導的第一部迪士尼動畫電影是2008年的《雷霆戰狗》，該片亦獲得了當年度奧斯卡最佳動畫片獎的提名（落敗於皮克斯的動畫電影《瓦力》）。他在該片中擔任的是副導演，合作對象為克里斯·威廉斯，並主要專注在角色和動畫設計上。後來，霍華德又擔任了《魔髮奇緣》（2010年，和納桑·格萊共同執導）及《動物方城市》（2016年，和里奇·摩尔共同執導）兩部迪士尼經典動畫長片的導演。他和格萊也曾共同參與《魔髮奇緣》番外篇短片《魔髮奇緣：大喜之日》的執導和製作；該片於2012年在3D版本的《美女與野獸》上映前發行。
2009年，霍華德成為了美國電影藝術與科學學會的成員之一。

## 個人生活
在電視頻道公司Fusion所發行的一部紀錄片《想像動物方城市》（Imagining Zootopia）中，霍華德曾提到他是一名同性戀，並已於1988年結婚。

## 電影作品
| 年份 | 標題                   | 擔任角色                                                                   | 註記                                                                    |
| ---- | ---------------------- | -------------------------------------------------------------------------- | ----------------------------------------------------------------------- |
| 1995 | 《風中奇緣》           | 介間動畫師（Inbetweener）                                                  |                                                                         |
| 1998 | 《花木蘭》             | 動畫師                                                                     |                                                                         |
| 2000 | 《約翰·亨利》          | 動畫監督                                                                   | 《迪士尼的美國傳奇》（2002年）系列短片的其中一部                        |
| 2002 | 《星際寶貝》           | 動畫監督、角色設計師                                                       | 負責設計角色光頭先生（Cobra Bubbles）                                   |
| 2003 | 《熊的傳說》           | 動畫監督                                                                   | 提名安妮獎最佳動畫角色獎                                                |
| 2005 | 《四眼天雞》           | 額外故事藝術師（story artist）                                             |                                                                         |
| 2008 | 《雷霆戰狗》           | 副導演，和克里斯·威廉斯共同執導                                            | 提名奧斯卡最佳動畫片獎                                                  |
| 2009 | 《超級阿諾》           | 執行監製                                                                   | 短片，和《雷霆戰狗》共同發行                                            |
| 2010 | 《魔髮奇緣》           | 和納桑·格萊共同執導，並擔任兩個次要角色的配音員                            | 贏得東京動畫獎中海外劇場電影部門的優秀作品獎項 提名評論家選擇最佳動畫獎 |
| 2012 | 《魔髮奇緣：大喜之日》 | 和納桑·格萊共同執導、編劇，並擔任兩個次要角色的配音員                      | 《魔髮奇緣》的番外篇短片                                                |
| 2016 | 《動物方城市》         | 和里奇·摩尔及傑瑞·布希共同執導、編劇、動畫監督，並擔任兩個次要角色的配音員 |                                                                         |

## 外部連結
- 拜倫·霍華德在互联网电影资料库（IMDb）上的資料（英文）